# Мурзино (Краснокамський район)
Му́рзино (рос. Мурзино, башк. Мырҙа) — присілок у складі Краснокамського району Башкортостану, Росія. Входить до складу Роздольєвської сільської ради.
Населення — 46 осіб (2010; 58 у 2002).
Національний склад:
- росіяни — 53 %